# Chan Santokhi
Chandrikapersad Santokhi (Född den 3 februari 1959 i Lelydorp), även känd som Chan Santokhi, är en surinamesisk politiker och tidigare chef för polisen. I juli 2020 utsågs Chan Santokhi till ny president.

## Barndom
Chan Santokhi föddes den 3 februari 1959, i Lelydorp i distriktet Surinam (numera känt som distriktsguvernör Wanica). Han växte upp på landsbygden som den yngste i en familj med nio barn. Hans far arbetade på hamnen i Paramaribo och hans mor arbetade som butiksbiträde i Lelydorp.

## Polisen
Efter Santokhi erhållit sitt vwo examen vid Algemene Middelbare School i Paramaribo, fick han ett stipendium för att studera i Nederländerna. Från 1978 till 1982 studerade han vid polishögskolan i Nederländerna i Apeldoorn, Gelderland. Efter att ha avslutat sina studier återvände han till Surinam i september 1982 att arbeta för polisen. Sedan 23 års ålder arbetade Santokhi som polisinspektör i Geyersvlijt och Wanica tills han utsågs 1989 som chef för Rikskriminalpolisen. År 1991 utsågs han till chef polischefen.

## Justitieminister
I september 2005 Santokhi svors in som minister för rättsliga och polis på uppdrag av det Progressiva Reformpartiet. Hans mandatperiod präglades av en tung tillslag mot brottsligheten, i synnerhet narkotikahandel, och en strikt, no-nonsense verkställighet av lag och ordning. Detta gav honom smeknamnet sheriffen, som han fick från Desi Bouterse.

## Presidentval 2010
Vid 2010 parlamentsvalet Santokhi hade trots placeras långt ner på väljarna lista Progressiva Reformpartiet, näst mest röster i hela landet (Desi Bouterse hade mest). I juli samma år utsågs han till presidentkandidat på uppdrag av den styrande Nieuw Front politiska kombination (Progressiva Reformpartiet är en del av Nieuw Front). Santokhi motståndare i presidentvalet var Desi Bouterse. Eftersom Bouterse samarbetat med Ronnie Brunswijk och Paul Somohardjo, hade hans politiska parti 36 platser, medan Nieuw Front hade bara fjorton. Därför Bouterse valdes till ny president Surinam.

## CICAD
Santokhi, som under femton år var den officiella företrädaren för Comisión Interamericana para el Control del Abuso de Drogas (CICAD), valdes den 6 december 2010, som ordförande i denna organisation under ett år. CICAD är ett självständigt organ för de Organization of American States, som samordnar narkotikapolitiken på västra halvklotet. Under 2009 var han också för ett år, vice ordförande i denna organisation.

## Ordförande för Progressiva Reformpartiet
Den 3 juli 2011, blev Santokhi valdes som ordförande för Vooruitstrevende Hervormings Partij (VHP) (Progressiva Reformpartiet). Det progressiva reformistiska partiets, som en gång var en Hindoestani part, har ökat, eftersom utnämningen av Santokhi som ordförande, i en multi-etnisk part som enligt aktuell statistik, är den näst största politiska partiet i Surinam. För närvarande, med åtta platser i parlamentet, är VHP det största oppositionspartiet.

## President
I juli 2020 utsågs  Chan Santokhi till ny president. Santokhi efterträdde den tidigare militärdiktatorn Desi Bouterse som återkommit till makten 2010.